# Adambes
Adambes, também chamados adangbes, adampas, adangmes ou dangmes, são um conjunto de grupos étnicos relacionados do sudeste do Gana. Estão concentrados na costa e inselbergues na planície de Acra e vivem sobretudo da agricultura. Estão divididos em vários subgrupos, a citar: adas, quepongues, manias, crobos, ningos, xais, prampãs e osudocus. Estão relacionados cultural e linguisticamente aos euês, sobretudo os gas. Englobam, segundo estimativas, 1 216 000 milhão de pessoas. Professam majoritariamente o cristianismo (93%), mas há adeptos do islamismo (3%) e animismo (1%), com os restantes 3% sendo ateus.